# Этельрик из Хвикке
Этельрик (англ. Æthelric), возможно, был эрлом Хвикке, бывшего англосаксонского королевства, занимавшего земли на территории, которая позже стала Глостерширом и Вустерширом. Он, возможно, сменил своего отца, Этельмунда, на посту эрла Хвикке. В 804 году Этельрик издал хартию, в которой он даровал землю своей матери, Кеолбурге, предположительно вдове Этельмунда.

## Семья
Отец Этельрика, Этельмунд был сыном Ингельда, эрла времен правления Этельбальда из Мерсии. Считается, что Этельмунд женился на Кеолбурге, которая записана Иоанном Вустерским как аббатиса Беркли, Глостершир. У них был по крайней мере один сын - Этельрик.